# A Coy Decoy
A Coy Decoy est un cartoon réalisé par Bob Clampett, sorti en 1941.
Il met en scène Porky Pig et le prototype de Daffy Duck.